# Aeroportul Alberto Carnevalli
Aeroportul Alberto Carnevalli (IATA: MRD, ICAO: SVMD) este un aeroport din Libertador⁠(d), Mérida, Venezuela ce deservește zona Mérida.
Situat la o altitudine de 1.526 m, aeroportul dispune de 1 pistă.

## Infrastructură

### Piste
Aeroportul dispune de o singură pistă. Pista are orientarea 06/24. 